# Sultanşah, Uzunköprü
Sultanşah là một xã thuộc huyện Uzunköprü, tỉnh Edirne, Thổ Nhĩ Kỳ. Dân số thời điểm năm 2011 là 315 người.